# Martin Sjöblom
Martin Sjöblom, född 17 september 1920 i Tällberg i Leksands socken, död 10 juni 2004 i Ravlunda i Skåne, var en svensk målare. 
Han var son till muraren Olof Sjöblom och Anna Elvira Eriksson och från 1946 gift med Barbro Margareta Malmer. Sjöblom studerade vid Edward Berggrens målarskola i Stockholm 1937 och vid Konsthögskolan 1942–1947 och under studieresor till Frankrike. Separat ställde han ut på Galleri Brinken i Stockholm 1954 som fick mycket blandade kritik med mycket beröm från Bo Lindwall i Aftontidningen och mycket negativ kritik från Eugen Wretholm i Svenska Morgonbladet. Även vid sin andra separatutställning på Färg och Form 1962 möttes han av blandad kritik. Han ställde senare ut separat på Färg och Form 1966 och Galerie Bogestad i Göteborg samt i Hammenhög, Ystad och Malmö. Han medverkade i samlingsutställningar på Konstakademien och samlingsutställningar arrangerade av Dalarnas konstförening, Kulla-konst i Höganäs och Konstnärer på Österlen i Simrishamn. Hans konst består av naturskildringar med träddungar, ljungmattor och stenrösen och landskapsbilder från Österlen.
Sjöblom utförde glasmålningar till kyrkfönster i Höörs kyrka, Tomelilla kyrka och Fågeltofta kyrka i Skåne. Utställningar med hans konst visades på Färg och Forms galleri i Stockholm. Makarna Sjöblom är begravda på Ravlunda kyrkogård.